# Domus (La Coruña)
La Domus, anteriormente conocida como Casa del Hombre, es un museo de carácter científico ubicado en el paseo marítimo de la ciudad de La Coruña (Galicia, España). Es el primer museo interactivo que trata de una forma global y monográfica el ser humano. Fue inaugurado el 7 de abril de 1995, siendo alcalde Francisco Vázquez, y forma parte de la institución municipal Museos Científicos Coruñeses a la que también pertenecen la Casa de las Ciencias y el Aquarium Finisterrae.

## Descripción

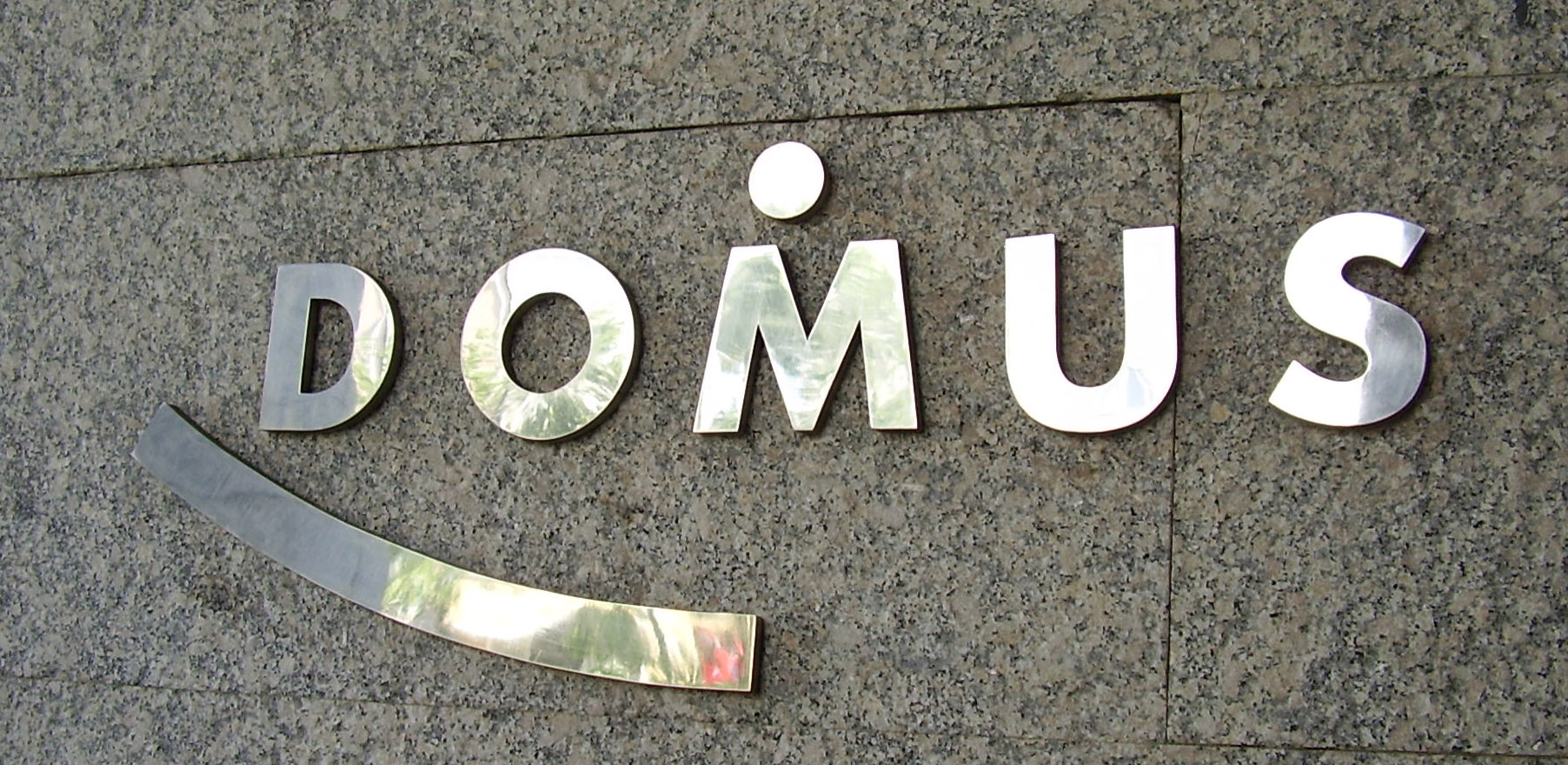
Logotipo de la Casa del Hombre.

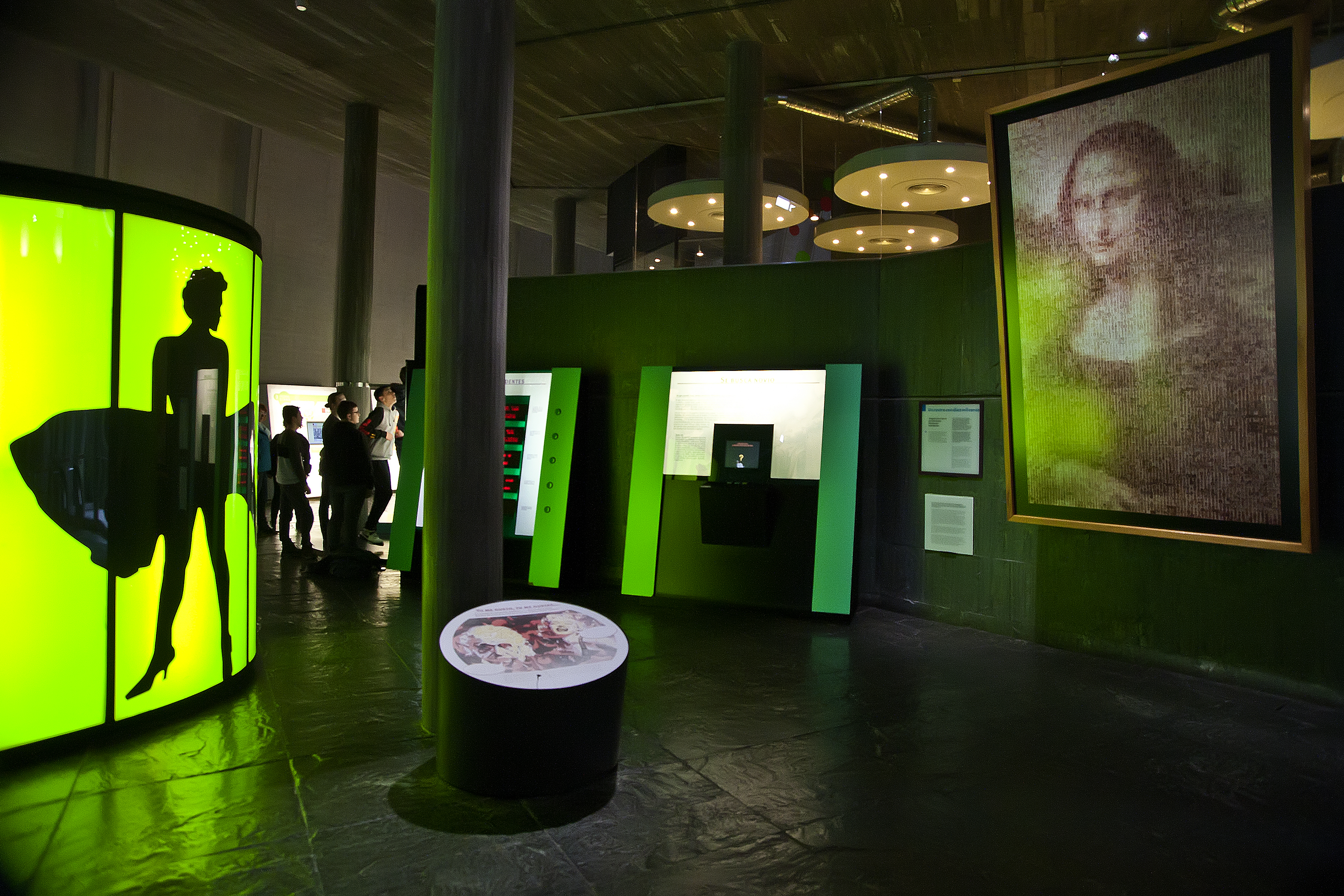
Primeros módulos a la entrada del Museo. A la derecha, reproducción de La Gioconda.

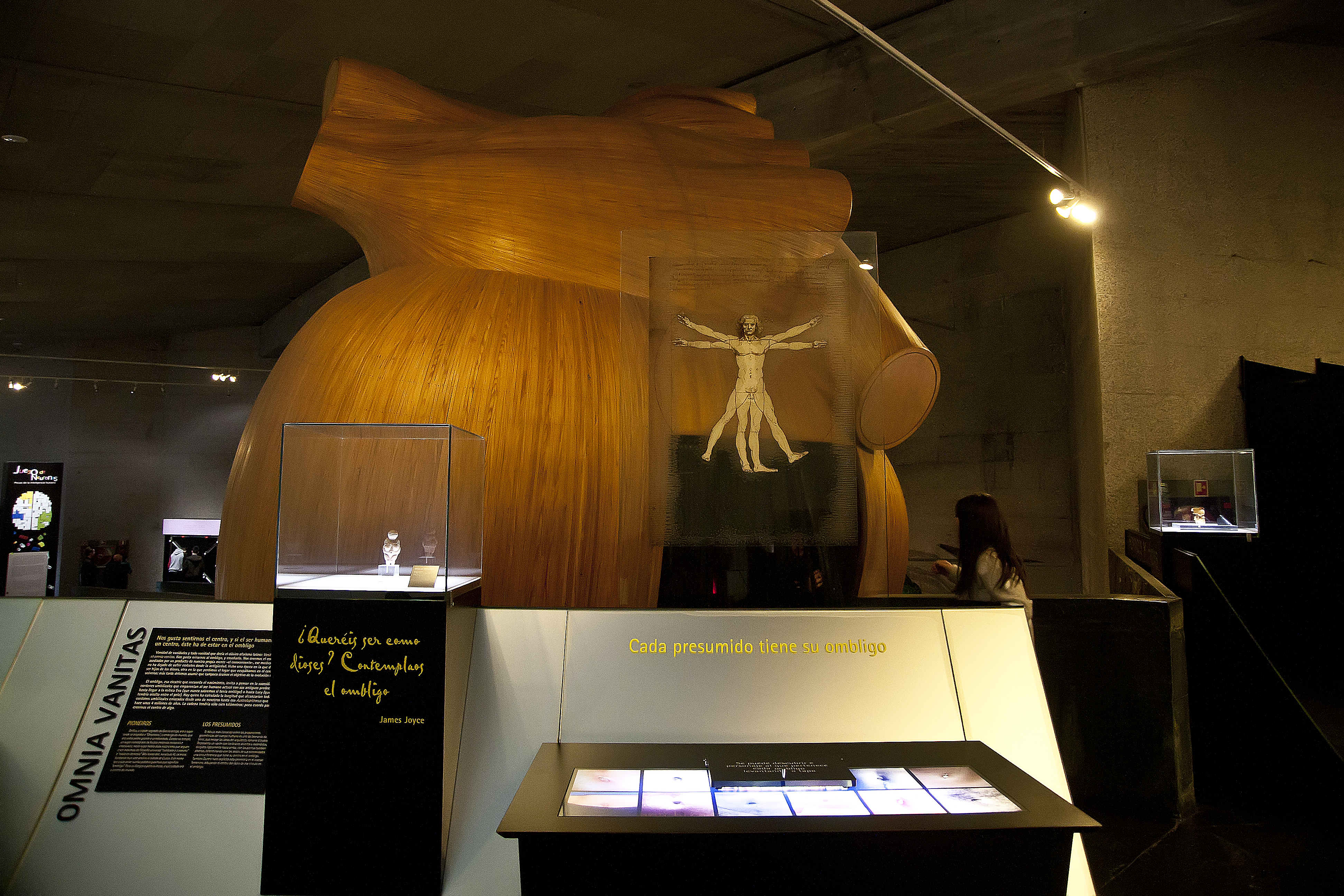
Reproducción gigante del corazón, visto desde el piso de arriba.

El museo, ideado por Ramón Núñez Centella y dirigido por él desde su creación hasta 2008, pretende divertir al visitante, estimular su curiosidad y suscitar la reflexión acerca de las características de la especie humana mediante la interactividad y la interdisciplinaridad. Su directora técnica es Patricia Barciela. Su lema es Conócete a ti mismo, frase que figuraba en el Templo de Apolo en Delfos y que Platón atribuye a los Siete Sabios de Grecia.
El edificio, obra del arquitecto japonés Arata Isozaki y César Portela, cuenta con muros, paredes y escalinata de granito. La fachada que da al paseo marítimo se curva como la vela de un barco al viento ofreciendo dicha imagen a la ciudad. Además, cuenta con un revestimiento de 6.600 piezas de pizarra de unas canteras en Galicia entre las provincias de Lugo y Ourense, que se sostienen con casi 160.000 tornillos ajustados manualmente; la exposición del edificio a los continuos temporales que azotan la ciudad cada invierno provocó que, en 2022, cayesen algunos de los elementos de su fachada. Para el encaje del edificio en la cantera donde se ubica, hubieron de ser excavadas más de 30.000 toneladas de piedra. 
El museo cuenta con 1500 m² dedicados a exposiciones, repartidas en casi 200 módulos. Su mayor parte son interactivos, debiendo ser accionado algún mecanismo para entender sus contenidos. Una visita completa recorre las siguientes zonas:
- Yo (la identidad)
- Genética
- Evolución humana
- Paisajes (medios de exploración del cuerpo e imágenes microscópicas de tejidos y células)
- Reproducción y desarrollo embrionario
- Sentidos
- Corazón y sistema circulatorio
- Comer para vivir (nutrición, sentidos del gusto y olfato)[4]
- El sistema motor
- El pie

Un ejemplo de sus módulos es el vídeo del parto, que fue renovado en 2022.
Además de estas exposiciones permanentes, la sala Severo Ochoa dedica 300 metros cuadrados del museo a la exhibición de exposiciones temporales.
Cuenta también con un salón de proyecciones en cine. La sala Leonardo da Vinci proyecta películas en gran formato (70 mm/8 perforaciones) en una pantalla de 80 m² con un equipo de 7000 vatios de luz, 17 altavoces con una potencia de 4.000 vatios y calidad digital. En dicha sala se proyectan películas IMAX o en 3D, y se imparten charlas de divulgación científica.